# Burr Oak, Iowa
Burr Oak är en så kallad census-designated place i Winneshiek County i Iowa. Vid 2020 års folkräkning hade Burr Oak 171 invånare.